# Avon (rivier)

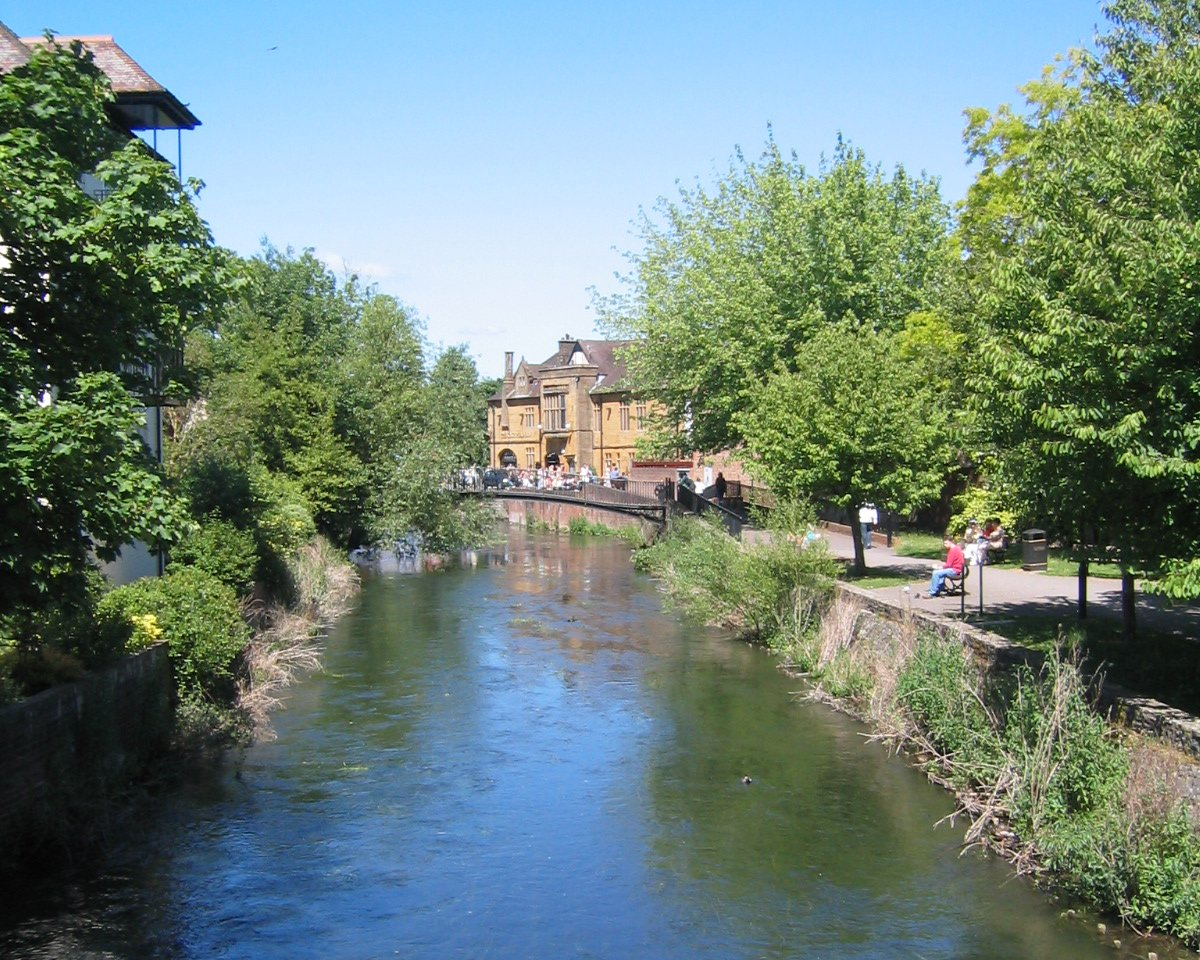
De East Avon in Salisbury

Avon is de naam van een aantal verschillende rivieren in Engeland, Schotland en Wales. Ook in Canada, Nieuw-Zeeland en Australië liggen rivieren met dezelfde naam.
Het woord 'Avon' is van Keltische oorsprong: Afon, wat ook nu nog de Welshe benaming is voor een rivier (in het Iers en het Schots-Gaelisch, het is Abhainn). Het feit dat opvallend veel Britse rivieren zo heten wordt wel als volgt verklaard: de Kelten hadden niet de gewoonte om rivieren een naam te geven; zij noemden elke rivier gewoon rivier ofwel 'avon'. De Romeinen echter gaven hun rivieren wel namen. Toen zij het veroverde Brittannica in kaart brachten en aan de plaatselijke bevolking de naam van een rivier vroegen, kregen zij dus als antwoord: Avon. De Romeinse cartografen noteerden bij die rivier dus "Avon" omdat zij dachten dat dat de naam was. Dit gebeurde meerdere malen, zodat er nu meerdere Avons zijn.
Dit artikel beperkt zich tot drie rivieren met deze naam in Engeland.
- De East Avon is 75 km lang. Hij ontspringt in het graafschap Wiltshire en stroomt vervolgens door Hampshire. Hij passeert onder andere de stad Salisbury en mondt bij Christchurch in Dorset uit in Het Kanaal.

- De Upper Avon is 154 km lang. De bron ligt in het noorden van Northamptonshire bij het dorp Naseby. Enkele kilometers lang vormt de stroom de grens tussen de graafschappen Northamptonshire en Leicestershire. Hij passeert onder andere Leamington Spa en de geboorteplaats van William Shakespeare, Stratford-upon-Avon. De rivier wordt daarom ook wel Shakespeares Avon genoemd. Bij Tewkesbury stroomt hij in de rivier de Severn.

- De Lower Avon is 120 km lang. Hij ligt in het zuidwesten van het land. De rivier ontstaat bij Chipping Sodbury in Gloucestershire en stroomt vervolgens door Wiltshire. Hij passeert de steden Bath en Bristol (en wordt daardoor ter onderscheiding ook wel de Bristol Avon genoemd). Bij deze stad loopt de rivier uit in het estuarium van de Severn (Kanaal van Bristol).